# Stibara tetraspilota
Stibara tetraspilota är en skalbaggsart som beskrevs av Hope 1840. Stibara tetraspilota ingår i släktet Stibara och familjen långhorningar.
Artens utbredningsområde är:
- Laos.
- Myanmar.

Inga underarter finns listade i Catalogue of Life.